# Balkasjino
Balkasjino (ryska: Балкашино, kazakiska: Balkashīno) är en ort i Kazakstan.   Den ligger i oblystet Aqmola, i den centrala delen av landet, 230 km nordväst om huvudstaden Astana. Balkasjino ligger 375 meter över havet och antalet invånare är 6 147.
Terrängen runt Balkasjino är huvudsakligen platt. Balkasjino ligger nere i en dal. Runt Balkasjino är det mycket glesbefolkat, med 5 invånare per kvadratkilometer. Det finns inga andra samhällen i närheten. I omgivningarna runt Balkasjino växer i huvudsak barrskog.